# آنتونی فرنچ
آنتونی فرنچ (انگلیسی: Anthony French؛ زاده ۱۹ نوامبر ۱۹۲۰ - درگذشته ۳ فوریه ۲۰۱۷) یک دانشمند اهل بریتانیا بود. 
آنتونی فرنچ در ۳ فوریه ۲۰۱۷ در سن ۹۶ سالگی درگذشت.